# Pseudosagedia
Pseudosagedia es un género de hongos liquenizados en la familia Trichotheliaceae. El género posee una distribución amplia y se estima contiene unas 80 especies.